# Mono (periodico)
Mono è una rivista sui fumetti  edita da Tunué a partire dal 2006.
La rivista è curata da Sergio Algozzino e Marco Rizzo e ogni numero è imperniato su un unico tema che viene affrontato per immagini di una sola tavola dai disegnatori e spiegato con racconti illustrati e redazionali. Altra caratteristica è il dare spazio sia ai nomi più importanti del panorama fumettistico italiano, maestri riconosciuti e professionisti affermati come Milo Manara, Vittorio Giardino, Silvia Ziche, Leo Ortolani, Ivo Milazzo, Piero Tonin, Luca Enoch, Massimo Giacon, che alle giovani promesse e interessanti esordienti .